# رئوتی
رئوتی (به انگلیسی: Reoti) یک منطقهٔ مسکونی در هند است که در بخش بالیا واقع شده‌است. رئوتی ۴٫۲۴ کیلومتر مربع مساحت و ۲۶٬۳۵۹ نفر جمعیت دارد.